# Kobilu
Kobilu es una localidad del municipio de Elva, en el condado de Tartu, Estonia. Tiene una población estimada, en 2020, de 55 habitantes.
Está ubicada al oeste del condado, cerca de la costa oriental del lago Võrtsjärv, del río Emajõgi y de la frontera con el condado de Valga.